# Saint-Projet-Saint-Constant
Saint-Projet-Saint-Constant korábbi község Franciaországban, Charente megyében. Lakosainak száma 1065 fő (2018. január 1.). Saint-Projet-Saint-Constant Brie, Bunzac, Mornac, Rancogne, Rivières és La Rochefoucauld községekkel határos.
2019. január 1-jén La Rochefoucauld korábbi községgel egyesült és az így létrejött La Rochefoucauld-en-Angoumois új község része lett.

## Népesség
A település népessége az elmúlt években az alábbi módon változott:
| Lakosok száma | 652  | 754  | 794  | 920  | 1079 | 1147 | 1094 | 1161 | 1072 | 1065 |
|               | 1968 | 1975 | 1982 | 1999 | 2006 | 2011 | 2013 | 2016 | 2017 | 2018 |